# Pepe Risi
José Casas, més conegut com a Pepe Risi, (Rute, 1955 - Madrid, 1997) fou un guitarrista espanyol, membre del grup de rock Burning.
Sent nen es va traslladar amb la seva família al barri madrileny de l'Elipa. Va ser el guitarrista i un dels fundadors de Burning. Com a tal, va intervenir en la composició de la música de la major part de les cançons fins a la seua mort el 1997. Va morir a Madrid a causa d'una pneumònia el 9 de maig de 1997.

## Trajectòria
El 1974 va fundar la banda de rock Burning, al costat d'Antonio Martín (Toño), Quique i Johnny Cifuentes. Després d'editar els seus dos senzills debut en anglès I ́m burning i Like a Shot (1974 i 1975), el grup pateix els primers revessos. Risi ha de fer el servei militar i marxa de Madrid. A més, els bateristes no encaixen en la forma d'entendre la música per part dels altres membres.
El 1979, després de la gravació del seu segon àlbum, Quique deixa la banda per obrir un bar a San Blas, mentre els seus companys graven un dels seus primers èxits,  ¿Qué hace una chica como tú en un sitio como este?.
La malaltia de Toño Martín, el cantant, l'obliga a abandonar la banda. Després de la seva marxa, el 1983 es va fer càrrec de la veu Pepe Risi, juntament amb Johnny Cifuentes. Va ser l'autor, juntament amb Ramoncín, de la cançó La Chica de la Puerta 16. La seva imatge pública es va caracteritzar per unes ulleres de sol fosques i una xupa de cuir. El seu amor per les drogues també va ser proverbial.
Pepe Risi li va fer un regal a Loquillo, creant una cançó en secret per a ell, anomenada Quiero acariciar el Rock & Roll. Aquesta cançó va ser versionada per Loquillo i Trogloditas després de la mort de Risi a tall d'homenatge.
El 1998 veuria la llum l'àlbum Sin miedo a perder, un disc que Pepe Risi havia gravat abans de morir.
El 2004 l'Associació de Veïns La Nova Elipa va proposar a l'Ajuntament de Madrid que un carrer del barri portés el seu nom, i, si no poder ser, un poliesportiu. De moment el consistori municipal no s'ha pronunciat.
És autor, així mateix, de moltes de les seues lletres. Compongué també per a Loquillo i amb Ramoncín feu la cançó La chica de la puerta 16.

## Discografia

### Burning
| Any  | Nom                 | Selgell     |
| ---- | ------------------- | ----------- |
| 1978 | Madrid              | Ocre-Belter |
| 1979 | Fin de la década    | Ocre-Belter |
| 1980 | Bulevard            | Ocre-Belter |
| 1981 | Atrapado en el amor | Belter      |

### Solitari
| Any  | Nom                | Segell |
| ---- | ------------------ | ------ |
| 1998 | Sin miedo a perder | -      |

### Singles
- Estoy ardiendo - I'm Burning (Gong-Movieplay, 1974).
- Like a shot (Gong-Movieplay, 1975).
- ¿Qué hace una chica como tú en un sitio como este? (Ocre-Belter, 1978. Inclou, en la cara B, la primera versió de la cançó Ginebra seca, cantada per Toño, que no está inclosa en cap altre format).

## Filmografia
| Any  | Nom                                                | Rol    | Director           |
| ---- | -------------------------------------------------- | ------ | ------------------ |
| 1978 | ¿Qué hace una chica como tú en un sitio como este? | Actor  | Fernando Colomo    |
| 1980 | Navajeros                                          | Música | Eloy de la Iglesia |